# Bengtsfors
Bengtsfors är en tätort och centralort i Bengtsfors kommun, i landskapet Dalsland. 
Orten ligger mellan sjöarna Lelång och Bengtsbrohöljen. Tätorten har kommunens enda gymnasium och högstadium (Strömkullegymnasiet och Bengtsgården).

## Historia
En för ortens framväxt viktig industri var Elektrokemiska aktiebolaget (EKA) som startades år 1895 av Rudolf Lilljeqvist med stöd av andra finansiärer, däribland Alfred Nobel. Efter att ha annonserat efter ett lämpligt vattenfall där en industri kunde anläggas erbjöds Lilljeqvist att köpa fallrättigheter och mark i Bengtsfors. Man lät för den elektrolytiska industrins behov av elektricitet anlägga kraftverket mellan sjöarna. År 1924 flyttade industrin till Bohus. Många år senare blev det klarlagt att området där fabriken funnits var förorenat av höga halter av miljögifter. Mellan 2006 och 2008 gjordes ett saneringsarbete som var det dittills största som genomförts i Sverige. På platsen anlades sedan parken EKA Miljörum. En annan viktig industri var Bengtsfors sulfit, som fanns mellan 1901 och 1964. 
I Bengtsfors låg tidigare Volvos bilsätestillverkning, Dalslandsverken, som senare såldes och blev en av Lear Corporations fabriker. Orten var emellertid aldrig helt optimal ur lokaliseringssynpunkt, eftersom transportlederna var långa och hade låg kapacitet. Det var dåvarande finansministern Gunnar Sträng som år 1965 med hjälp av statlig finansiell hjälp fick Volvo att förlägga sin sätestillverkning till Bengtsfors. Våren 1999 lades fabriken ned eftersom man ville flytta fabriken närmare personvagnstillverkningen i Göteborg. Eftersom det var ortens största arbetsgivare med över 800 anställda drabbades bygden hårt. Det ekonomiska bakslaget för kommunen mildrades något eftersom Lear Corporation under flera år efter nedläggningen fortsatte att betala hyra för lokalerna.

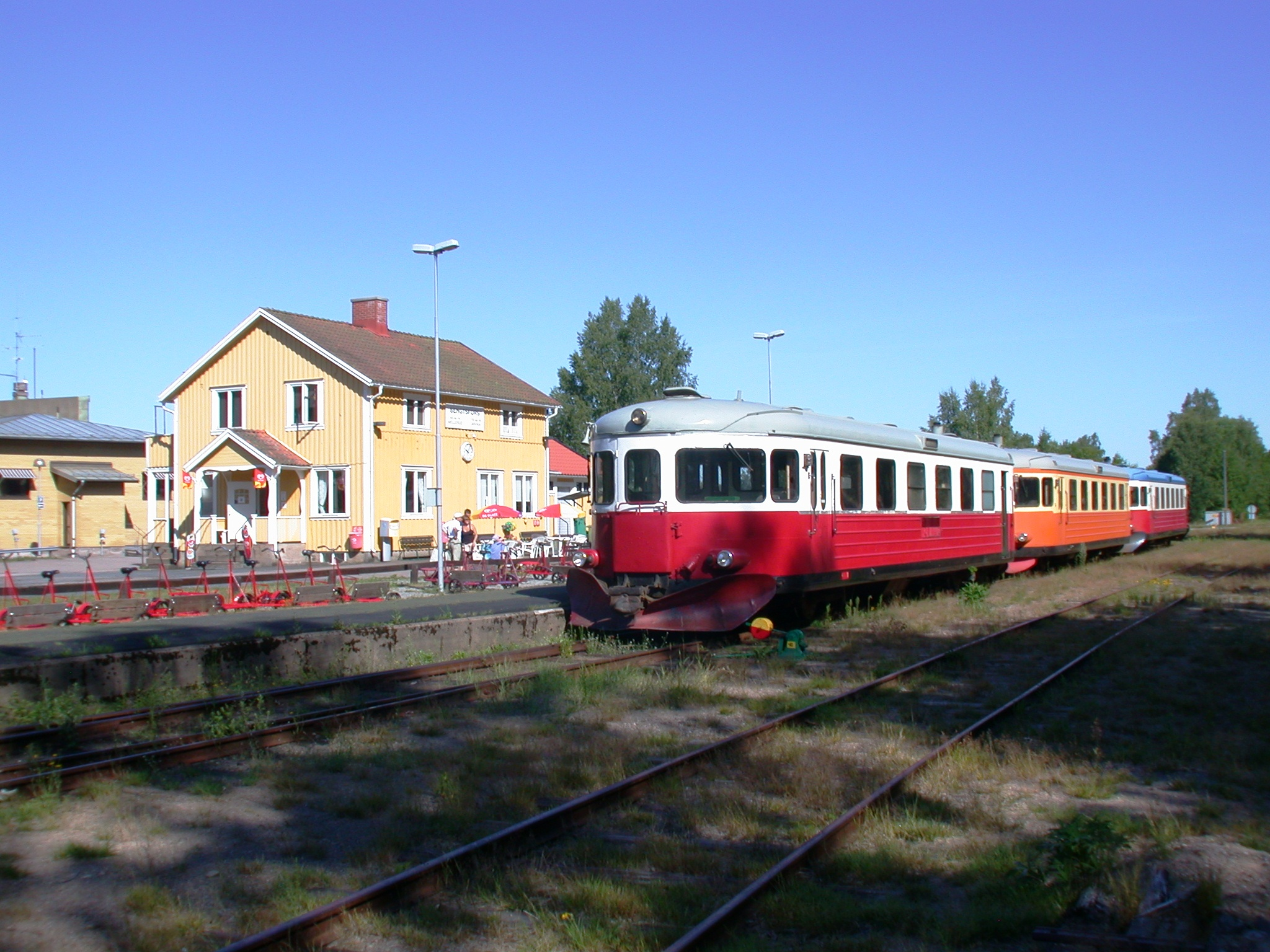
Bengtsfors järnvägsstation och ett tåg från DVVJ.

### Administrativa tillhörigheter
Bengtsfors var en ort i Ärtemarks socken och Ärtemarks landskommun. År 1926 bildades Bengtsfors köping som en utbrytning ur landskommunen och i vilken sedan orten låg med delar av bebyggelsen i landskommunen som 1952 uppgick Lelångs landskommun. År 1971 uppgick köpingen i Bengtsfors kommun, där Bengtsfors sedan dess är centralort.
I kyrkligt hänseende har Bengtsfors alltid hört till Ärtemarks församling med en mindre del i Laxarby församling.
Orten ingick före 1948 i Vedbo tingslag, därefter till 1971 i Tössbo och Vedbo tingslag. Från 1971 till 1999 ingick orten i Åmåls domsaga och den ingår sedan 1999 i Vänersborgs domkrets.

### Befolkningsutveckling
| Befolkningsutvecklingen i Bengtsfors 1960–2020 | Befolkningsutvecklingen i Bengtsfors 1960–2020 | Befolkningsutvecklingen i Bengtsfors 1960–2020 | Befolkningsutvecklingen i Bengtsfors 1960–2020 | Befolkningsutvecklingen i Bengtsfors 1960–2020 |
| ---------------------------------------------- | ---------------------------------------------- | ---------------------------------------------- | ---------------------------------------------- | ---------------------------------------------- |
|                                                |                                                |                                                |                                                |                                                |
| År                                             |                                                |                                                | Folkmängd                                      | Areal (ha)                                     |
| 1960                                           | 1960                                           |                                                | 3 147                                          |                                                |
| 1965                                           | 1965                                           |                                                | 3 106                                          |                                                |
| 1970                                           | 1970                                           |                                                | 3 389                                          |                                                |
| 1975                                           | 1975                                           |                                                | 3 535                                          |                                                |
| 1980                                           | 1980                                           |                                                | 3 632                                          |                                                |
| 1990                                           | 1990                                           |                                                | 3 499                                          | 323                                            |
| 1995                                           | 1995                                           |                                                | 3 524                                          | 327                                            |
| 2000                                           | 2000                                           |                                                | 3 351                                          | 329                                            |
| 2005                                           | 2005                                           |                                                | 3 194                                          | 329                                            |
| 2010                                           | 2010                                           |                                                | 3 080                                          | 327                                            |
| 2015                                           | 2015                                           |                                                | 3 125                                          | 390                                            |
| 2020                                           | 2020                                           |                                                | 3 224                                          | 398                                            |
|                                                |                                                |                                                |                                                |                                                |

## Kommunikationer
Under många år hade Bengtsfors två järnvägsstationer. Västra stationen som låg vid Lelången nära centrum av samhället var ändstation för Lelångenbanan, som öppnades 1895 och lades ned här 1960. Den förband Bengtsfors med Uddevalla. 
Östra stationen ligger ovanför en sluttning i utkanten av samhället vid DVVJ (Dal-Västra Värmlands Järnväg), som går mellan Mellerud och Årjäng. På DVVJ går sommartid turisttrafik söderut (då DVVJ istället får betyda "De Vackra Vyernas Järnväg"), men den regelbundna persontrafiken till Bengtsfors på DVVJ upphörde 1986. Norrut används banan för dressincykling.
Allmänna kommunikationer är idag med buss, organiserade av Västtrafik. Det går bussar bland annat till Årjäng, Åmål och Uddevalla.
Närmaste flygplatser är Trollhättans flygplats (104 km) och Karlstads flygplats (114 km).

## Sevärdheter
I Bengtsfors finns några sevärdheter. Halmens Hus som är Nordens enda museum för halmkonst och Gammelgården som visar typiska hus och platser från förr i tiden. Dalslands kanal och järnvägen är sevärdheter och naturskönheten kring sjöarna lockar också.

## Näringsliv

### Handel
Bengtsfors centrumhandel är i huvudsak koncentrerad i kvarteren kring Storgatan, inklusive ortens Ica och Coop. Området är ett av SCB definierat handelsområde med koden 1460H001. År 2015 fanns där fjorton arbetsställen för detaljhandel, år 2020 fanns tolv sådana arbetsställen.
Den kooperativa verksamheten har sitt ursprung Bengtsfors kooperativa handelsförening, som bildades 1909 och under 1920-talet började expandera utanför köpingen. Efter fusion med Billingsfors arbetares handelsbolag 1931 bildades Konsumtionsföreningen Norra Dal som senare expanderade ytterligare. Den 25 mars 1965 invigdes Domus i Bengtsfors. Konsum Norra Dal uppgick i Konsum Bohuslän årsskiftet 1967/1968. Den sammanslagna föreningen hette därefter Konsumentföreningen Bohuslän-Dal. Verksamheten uppgick sedermera i Coop Väst.

## Kända personer från Bengtsfors
se även Personer från Bengtsfors
- Lars Åke Augustsson, författare
- Erik Berger, affärsman och racerförare
- Ann-Christin Biel, operasångerska
- Robin Jansson, fotbollsspelare
- Arne Ruth, kulturjournalist och chefredaktör
- Annika Skoglund, operasångerska
- Leif Strand, musiker, kompositör och körledare
- Viktor Thorn, skidåkare